# Mario Scalzo
Pour les articles homonymes, voir Scalzo.
Mario Scalzo Jr (né le 11 novembre 1984 à Saint-Hubert, dans la province de Québec au Canada) est un joueur professionnel de hockey sur glace canado-Italien. Il évolue au poste de défenseur.

## Biographie

### Carrière en club
Il commence sa carrière en 2001 aux Tigres de Victoriaville en Ligue de hockey junior majeur du Québec où il va évoluer pendant trois saisons et demie. Il se joint ensuite à l'Océanic de Rimouski durant la saison 2004-2005. En 2005, il rejoint les Stars de l'Iowa pour jouer en Ligue américaine de hockey. Scalzo fut échangé au Lightning de Tampa Bay, qui le cédèrent aux Admirals de Norfolk le 19 novembre 2007 en retour du défenseur Bryce Lampman. Cette transaction est la première effectuée par Brett Hull, nommé codirecteur général des Stars de Dallas à la suite du congédiement de Doug Armstrong, le 13 novembre 2007. En 2008, il signe au EC Red Bull Salzbourg en EBEL. 
Après une saison passée en Autriche, il quitte le club pour rejoindre Adler Mannheim en Allemagne où il restera 2 saisons.
Le 15 avril 2011, il signe pour une saison au HC Bienne en LNA suisse. Après cinq matches, à la suite d'une remarque de son entraîneur Kevin Schläpfer, Scalzo s'est changé, douché et a quitté la patinoire en plein match. Une fois son contrat résilié, il signe pour une pige de deux fois trois matchs, au CP Berne. Son contrat n'est toutefois pas reconduit.

### Carrière internationale
Il représente le Canada au niveau international. Il prend part à la Coupe Spengler 2006 et 2008 ainsi qu'à la Deutschland Cup 2006 et 2008. En 2011, il est choisi pour représenter l'équipe canadienne lors du championnat du monde de l'IIHF en Slovaquie.

## Trophées et honneurs personnels
LHJMQ
- En 2002-2003, remporte le trophée Raymond-Lagacé.
- En 2004-2005, remporte le trophée Émile-Bouchard.

## Statistiques

### En club
| Saison    | Équipe                  | Ligue        |                   | Saison régulière  | Saison régulière  | Saison régulière  | Saison régulière  | Saison régulière  |                   | Séries éliminatoires | Séries éliminatoires | Séries éliminatoires | Séries éliminatoires | Séries éliminatoires |
| Saison    | Équipe                  | Ligue        | PJ                | B                 | A                 | Pts               | Pun               | PJ                | B                 | A                    | Pts                  | Pun                  |                      |                      |
| 2001-2002 | Tigres de Victoriaville | LHJMQ        | 1                 | 0                 | 1                 | 1                 | 0                 | 1                 | 0                 | 0                    | 0                    | 0                    |                      |                      |
| 2002-2003 | Tigres de Victoriaville | LHJMQ        | 72                | 10                | 34                | 44                | 134               | 4                 | 0                 | 3                    | 3                    | 6                    |                      |                      |
| 2003-2004 | Tigres de Victoriaville | LHJMQ        | 68                | 16                | 52                | 68                | 113               | -                 | -                 | -                    | -                    | -                    |                      |                      |
| 2004-2005 | Tigres de Victoriaville | LHJMQ        | 39                | 11                | 19                | 30                | 73                | -                 | -                 | -                    | -                    | -                    |                      |                      |
| 2004-2005 | Océanic de Rimouski     | LHJMQ        | 23                | 13                | 31                | 44                | 31                | 13                | 7                 | 14                   | 21                   | 10                   |                      |                      |
| 2005-2006 | Stars de l'Iowa         | LAH          | 74                | 4                 | 29                | 33                | 42                | 7                 | 0                 | 2                    | 2                    | 8                    |                      |                      |
| 2006-2007 | Stars de l'Iowa         | LAH          | 73                | 4                 | 21                | 25                | 89                | 9                 | 0                 | 3                    | 3                    | 10                   |                      |                      |
| 2007-2008 | Stars de l'Iowa         | LAH          | 15                | 1                 | 8                 | 9                 | 10                | -                 | -                 | -                    | -                    | -                    |                      |                      |
| 2007-2008 | Admirals de Norfolk     | LAH          | 48                | 4                 | 16                | 20                | 27                | -                 | -                 | -                    | -                    | -                    |                      |                      |
| 2008-2009 | EC Red Bull Salzbourg   | EBEL         | 47                | 10                | 30                | 40                | 116               | 15                | 4                 | 8                    | 12                   | 16                   |                      |                      |
| 2009-2010 | Adler Mannheim          | DEL          | 45                | 11                | 17                | 28                | 39                |                   |                   |                      |                      |                      |                      |                      |
| 2010-2011 | Adler Mannheim          | DEL          | 51                | 13                | 19                | 32                | 52                | 6                 | 0                 | 2                    | 2                    | 2                    |                      |                      |
| 2011-2012 | HC Bienne               | LNA          | 5                 | 1                 | 0                 | 1                 | 25                | -                 | -                 | -                    | -                    | -                    |                      |                      |
| 2011-2012 | CP Berne                | LNA          | 6                 | 2                 | 2                 | 4                 | 0                 | -                 | -                 | -                    | -                    | -                    |                      |                      |
| 2011-2012 | TPS Turku               | SM-liiga     | 36                | 4                 | 10                | 14                | 50                | 2                 | 0                 | 0                    | 0                    | 2                    |                      |                      |
| 2012-2013 | Graz 99ers              | EBEL         | 37                | 4                 | 16                | 20                | 52                | 5                 | 0                 | 1                    | 1                    | 4                    |                      |                      |
| 2013-2014 | Graz 99ers              | EBEL         | 32                | 1                 | 10                | 11                | 16                | -                 | -                 | -                    | -                    | -                    |                      |                      |
| 2014-2015 | KLH Chomutov            | 1. liga      | 18                | 2                 | 0                 | 2                 | 8                 | 4                 | 0                 | 0                    | 0                    | 4                    |                      |                      |
| 2016-2017 | Gamyo Épinal            | Ligue Magnus | 26                | 0                 | 9                 | 9                 | 32                | 4                 | 1                 | 2                    | 3                    | 12                   |                      |                      |
| 2019-2020 | EC Kassel Huskies       | DEL2         | 28                | 3                 | 15                | 18                | 24                | -                 | -                 | -                    | -                    | -                    |                      |                      |
| 2020-2021 | Eispiraten Crimmitschau | DEL2         | 45                | 1                 | 17                | 18                | 30                | -                 | -                 | -                    | -                    | -                    |                      |                      |
| 2021-2022 | Eispiraten Crimmitschau | DEL2         | 48                | 2                 | 14                | 16                | 14                | 4                 | 0                 | 0                    | 0                    | 0                    |                      |                      |
| 2022-2023 | Eispiraten Crimmitschau | DEL2         | 51                | 2                 | 15                | 17                | 14                | 6                 | 1                 | 4                    | 5                    | 8                    |                      |                      |
| 2023-2024 | Eispiraten Crimmitschau | DEL2         | Saison en cours ? | Saison en cours ? | Saison en cours ? | Saison en cours ? | Saison en cours ? | Saison en cours ? | Saison en cours ? | Saison en cours ?    | Saison en cours ?    | Saison en cours ?    |                      |                      |

### En équipe nationale
| Année | Compétition          |   | PJ | B | A | Pts | Pun | +/-             |  | Résultat |
| 2011  | Championnat du monde | 3 | 0  | 2 | 2 | 0   | +3  | Cinquième place |  |          |